# Light 'n' Lively Doubles Championships 1993
Light 'n' Lively Doubles Championships 1993 został rozegrany w dniach 25–28 marca 1993 roku na ziemnych kortach w Wesley Chapel. Tę edycję turnieju wygrała Natalla Zwierawa, zeszłoroczna finalistka, która zmieniła partnerkę – Arantxę Sánchez Vicario zastąpiła Gigi Fernández. Hiszpanka drugi raz z rzędu przegrała w finale, tym razem u boku Łarysy Neiland.
Do turnieju specjalne zaproszenie (dziką kartę) otrzymały Tracy Austin i Elna Reinach

## Zawodniczki rozstawione
| Numer | Tenisistki                             | Osiągnięcie |
| ----- | -------------------------------------- | ----------- |
| 01    | Gigi Fernández Natalla Zwierawa        | zwycięstwo  |
| 02    | Łarysa Neiland Arantxa Sánchez Vicario | finał       |
| 03    | Lori McNeil Rennae Stubbs              | półfinał    |
| 04    | Pam Shriver Elizabeth Smylie           | ćwierćfinał |